# Silje Jørgensen
Pour les articles homonymes, voir Jørgensen.
Silje Jørgensen Anzjøn, née le 5 mai 1977 à Kristiansand, est une footballeuse norvégienne, jouant au poste de milieu de terrain.

## Biographie
Elle compte 43 sélections en équipe de Norvège de football féminin de 1996 à 2001, marquant 2 buts. Elle participe à la Coupe du monde de football féminin 1999, terminant à la quatrième place, et aux Jeux olympiques d'été de 2000, remportés par les Norvégiennes.